# Mastophora corumbatai
Mastophora corumbatai är en spindelart som beskrevs av Levi 2003. Mastophora corumbatai ingår i släktet Mastophora och familjen hjulspindlar. Inga underarter finns listade i Catalogue of Life.